# Велизарий, просящий подаяние
«Велизарий, просящий подаяние» (фр. Belisaire demandant l'aumone) — картина французского художника Жака Луи Давида на сюжет популярной легенды о Велизарии.
Давид начинал свою художественную карьеру во времена, когда господствовал стиль рококо. Он даже пытался стать учеником популярного в то время представителя стиля рококо — Франсуа Буше. Но мода на рококо переживала не лучшие времена, и Буше критиковали за неестественность, искусственность его красок и сюжетов. Поэтому он посоветовал молодому Давиду обучение у другого художника — Жозефа Мари Вьена. Но начинающий художник не обошёл этапа изучения установок рококо и создал несколько картин в соответствующем стиле (Смерть Сократа, ранняя версия, «Поединок Марса и Минервы»).
В 1774 году, после получения Римской премии и пребывания в Риме, он становится последователем классицизма, став лучшим его представителем во Франции XVIII века.
Картина «Велизарий, просящий подаяние» является свидетельством хорошего усвоения новых стилистических форм, навеянных архитектурными памятниками Рима времён империи. Давид старательно изучал античные источники и остатки античных сооружений. Ему была известна и печальная легенда о старости прославленного полководца Велизария. В конце жизни тот впал в немилость у императора, из-за чего тот конфисковал его имущество и изгнал. По легенде, Велизарий закончил жизнь нищим, испытав на себе и скоротечность славы, и человеческую неблагодарность. Трагедию когда-то прославленного императорского полководца, теперь слепого и немощного, и изобразил художник в картине.
О взволнованности неожиданной встречей с человеческим горем хорошо рассказывают руки главных героев. Руки Велизария — само олицетворение отчаяния и мольбы о милосердии. Мальчик-поводырь протягивает шлем героя, куда свою милостыню кладёт женщина в античных одеждах. Потрясённый несправедливостью судьбы и неожиданной встречей со своим бывшим командиром, солдат на втором плане всплеснул ладонями и застыл в недоумении и возмущении. Классические композиции обычно пафосны и удивляют современного зрителя преувеличениями и искусственностью чувств. В композиции Давида пафос и величие имеют только древнеримская архитектура и роскошная, но равнодушная к человеческому безумию природа.
Исторический Велизарий жил в Византийской империи, а не в Риме. Художник перенёс действие картины в условную античную страну, известную только по картинам Аннибале Карраччи и Николя Пуссена. Классический пейзаж полотна принадлежит к лучшим образцам так называемого героического пейзажа среди произведений Жака-Луи Давида. Он может посоревноваться в красоте с лучшими образцами героических пейзажей того же Пуссена.